# Wilhelmshof (Strausberg)
Wilhelmshof ist ein Wohnplatz der Stadt Strausberg im Landkreis Märkisch-Oderland in Brandenburg.

## Geografie
Der Ort liegt drei Kilometer ostsüdöstlich des Stadtkerns von Strausberg, unweit südlich der Landesstraße 34. Die Nachbarorte sind Treuenhof im Norden, Steuerhaus im Osten, Gladowshöhe im Südosten, Rehfelde im Süden, Fasanenpark im Südwesten sowie Strausberg im Nordwesten.